# Mistrzostwa Oceanii w Judo 2017
30. Mistrzostwa Oceanii w judo odbywały się 28 kwietnia 2017 roku w Nukuʻalofa na Tonga. W tabeli medalowej tryumfowali zapaśnicy z Australii.

## Klasyfikacja medalowa
| Miejsce | Państwo           |    |    |   | Razem |
| ------- | ----------------- | -- | -- | - | ----- |
| 1       | Australia         | 10 | 4  | 2 | 16    |
| 2       | Nowa Zelandia     | 1  | 4  | 3 | 8     |
| 3       | Tonga             | 1  | 2  | 0 | 3     |
| 4       | Samoa             | 1  | 0  | 0 | 1     |
| 5       | Nowa Kaledonia () | 0  | 2  | 2 | 4     |
| 6       | Wyspy Salomona    | 0  | 1  | 0 | 1     |
| 7       | Fidżi             | 0  | 0  | 2 | 2     |
| Razem   | Razem             | 13 | 13 | 9 | 35    |

## Medaliści

### Mężczyźni
| Konkurencja: | Złoto:           | Srebro:        | Brąz:                        |
| −60 kg       | Josh Katz        | Tony Lomo      | ----                         |
| −66 kg       | Nathan Katz      | Jason Appavou  | Vincent Costanzo David Mai   |
| −73 kg       | Jake Bensted     | Finn Brown     | Vincent Burani               |
| −81 kg       | Anthony Kouros   | Eoin Coughlan  | Vinay Reddy                  |
| −90 kg       | Sebastian Temesi | Teva Gouriou   | Diego Barreto Josateki Naulu |
| −100 kg      | Nicolas Berard   | Matthew Rowley | Joshua Nahi Tevita Takayawa  |
| ponad 100 kg | Derek Sua        | Finetuui Moala | ----                         |

### Kobiety
| Konkurencja: | Złoto:            | Srebro:         | Brąz:          |
| −48 kg       | Emma Rouse        | Caroline Hain   | ----           |
| −52 kg       | Tinka Easton      | Justine Bishop  | ----           |
| −57 kg       | Ellen Wright      | Qona Christie   | ----           |
| −63 kg       | Katharina Haecker | Maeve Coughlan  | Shawnee Felton |
| −70 kg       | Aoife Coughlan    | Naomi De Bruine | ----           |
| ponad 78 kg  | Ineti Felemi      | Figalaau Mafi   | ----           |